# Etowah (Arkansas)
Etowah est une ville de l'État américain de l'Arkansas, située dans le comté de Mississippi. Selon le recensement de 2010, sa population est de 351 habitants.

## Démographie
| 2000 | 2010 | - | - | - | - |
| ---- | ---- | - | - | - | - |
| 366  | 351  | - | - | - | - |